# Концевая мера длины

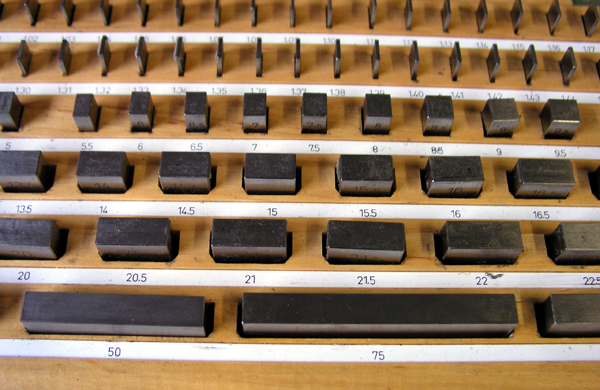
Набор призматических мер

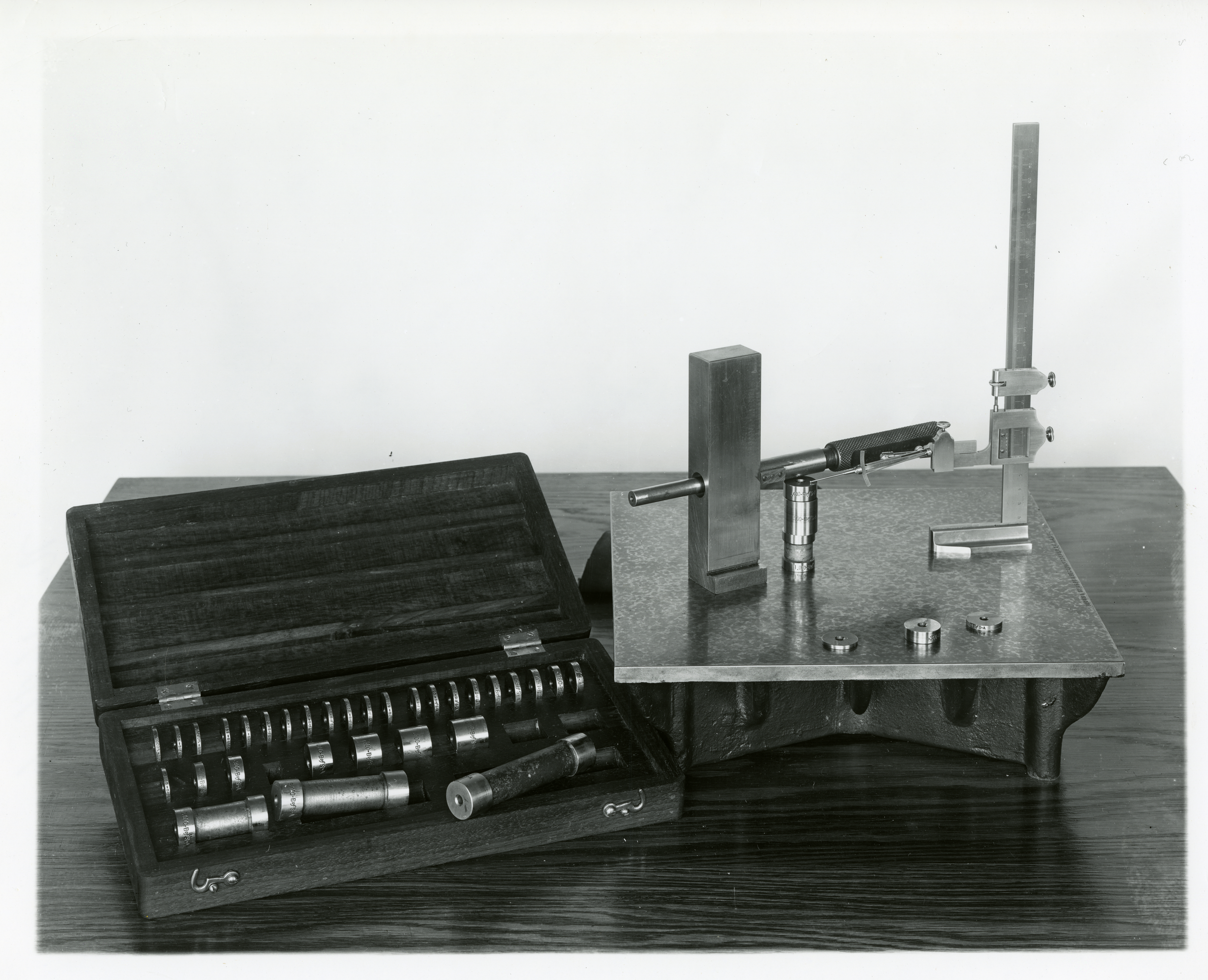
Цилиндрические КМД

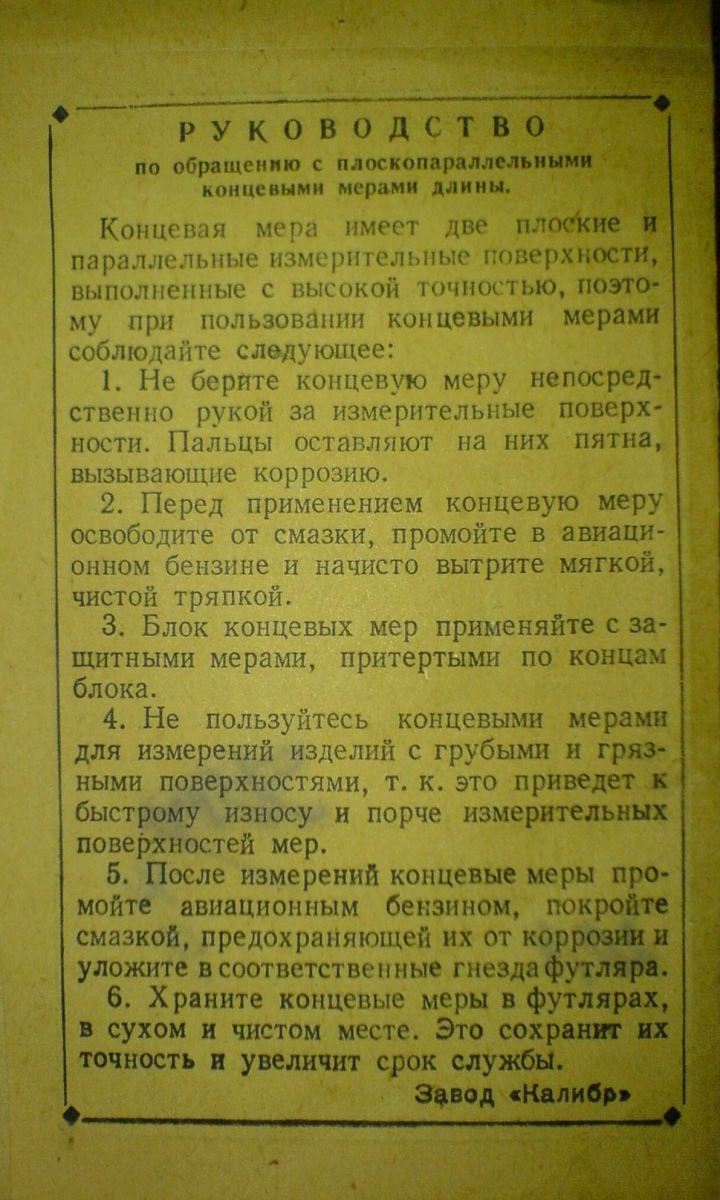
Руководство по обращению с концевыми мерами длины

Концева́я ме́ра длины́ (меры концевые плоскопаралле́льные, пли́тки Иогансо́на) — образцовая мера длины (эталон) от 0,5 до 1000 мм, выполненная в форме прямоугольного параллелепипеда или цилиндра, с нормируемым размером между измерительными плоскостями. Изобретены в 1896 году шведским механиком Карлом Эдвардом Йоханссоном.

## Описание
Главным предназначением является сохранение и передача единицы длины. Концевыми мерами проверяют, калибруют или устанавливают на размер средства измерений (СИ) (микрометр, калибр, индикатор, синусная линейка и т. д.), различные контрольные производственные шаблоны и устройства. В случае когда нет необходимой длины концевой меры из набора, можно сложить в блок до пяти концевых мер для получения необходимого размера, путём «притирания» мер друг к другу до состояния, когда меры не распадаются (слипаются).

### Точность

#### Классификация в России и СССР
Согласно российским стандартам КМД делятся на образцовые меры длины и рабочие меры длины. Для образцовых мер указывается разряд, для рабочих — класс точности. Образцовые КМД предназначены для поверки измерительного инструмента и рабочих КМД. Допустимые отклонения размеров и другие требования к образцовым КМД указаны в МИ 1604-87. Рабочие КМД предназначены для задания размеров при слесарных работах. Допустимые отклонения размеров рабочих КМД классов точности 00, 01, 0, 1, 2 и 3 указаны в ГОСТ 9038-90. КМД классов точности 4 и 5 не изготавливаются, эти классы присваиваются изношенным и восстановленным КМД на основании таблиц допустимых отклонений, указанных в МИ 1604-87.
Помимо длины также нормируется плоскопараллельность рабочих поверхностей КМД. Контроль плоскостности измерительных поверхностей концевых мер длины проводится с помощью интерференции по плоскопараллельной стеклянной пластине, а контроль параллельности рабочих поверхностей с помощью оптикаторов, интерферометров, измерительных машин, длиномеров и т. д. Меры, не соответствующие заданной плоскостности, могут быть восстановлены доводкой. Линейные размеры контролируются с помощью измерительных машин ИЗМ, а также методом компарирования от мер более высокого разряда и (или) класса. Мерам, не соответствующим своему классу точности, может присваиваться более низкий класс вплоть до 5-го.
В других странах приняты иные методы классификации КМД.

#### Классификация по ISO 3650:1998
Стандартом ISO 3650:1998 установлено четыре класса точности (допуска) КМД:
- КМД класса точности 2 обычно используют как «Рабочие эталоны» в измерительных лабораториях для установки приборов и инструментов при относительных измерениях и их калибровки, а также для настройки контрольных приспособлений и станков;
- КМД класса точности 1 в основном используют как «Рабочие эталоны» в измерительных лабораториях и контрольных пунктах для калибровки приборов и инструментов и для точных измерений;
- КМД класса точности 0 используют в качестве «Исходного эталона» (Образцового средства) в калибровочных и измерительных лабораториях в термостатированных помещениях для поверки и калибровки КМД, приборов, инструментов и калибров и для выполнения очень точных измерений;
- КМД класса точности К используют в качестве «Исходного эталона» (Образцового средства) в калибровочных и измерительных лабораториях государственных метрологических институтов и сертифицированных центров для поверки и калибровки КМД, эталонов длины, приборов, инструментов и калибров. КМД класса точности К являются самым точным эталоном.

Под размером плоскопараллельной концевой меры длины понимается её срединная длина ℓс, которая определяется длиной перпендикуляра, опущенного из середины одной из измерительных поверхностей меры на противоположную измерительную поверхность. Длина плоскопараллельной концевой меры в данной точке определяется длиной перпендикуляра, опущенного из данной точки на противоположную измерительную поверхность.

### Материалы изготовления
Концевые меры длины изготовляются из хромистой стали с высоким качеством обработки измерительных поверхностей и высокой притираемостью (усилие сцепления составляет от 3 до 8 кгс), обладают относительно низкой износоустойчивостью. Концевые меры длины, выполненные из высокопрочного твердого сплава по износоустойчивости в 2,5—3 раза превосходят меры, изготовленные из хромистой стали. Визуально твердосплавные меры темно серые, хорошо отличимы от стальных и по массе заметно тяжелее. Зарубежные производители изготавливают концевые меры из керамики (оксида алюминия, двуокись циркония, карбид вольфрама и др.), они отличаются высокой износоустойчивостью (в 6—10 раз превосходят стальные), практически не подвержены коррозии, имеют низкую теплопроводность (снижается температурная погрешность), существенно легче стальных, не намагничиваются. Стоимость керамических мер примерно в 3—5 раз выше стальных. Разные материалы имеют неодинаковые степени линейного температурного расширения, у стальных мер 11,5—13 мкм на градус на метр, у твердосплавных 4,5 мкм на градус на метр и у керамических 9,5 мкм на градус на метр.

## Применение концевых мер длины

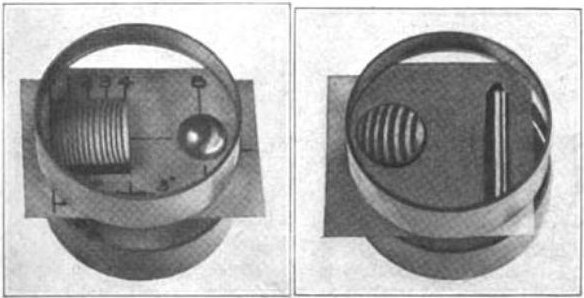
Измерение деталей (справа) с помощью КМД (слева) и плоскопараллельных стеклянных пластин. Интерференционная картинка на поверхности КМД показывает разницу размеров между КМД и деталью.

Концевые меры выпускают в виде наборов, упакованных в деревянные или пластмассовые футляры, в которых каждой отдельной мере отведено своё место, с соответствующим указанием номинального размера. Градация (шаг) размеров концевых мер в наборах — от 0,001, затем 0,01; 0,1; 0,5; 1 и 10 мм, что практически позволяет составить любой размер с точностью до 1 мкм. При наборе концевых мер в блоки нужно стремиться к минимальному количеству плиток (мер). Расчет количества плиток следует начинать с подбора наименьших по размеру. Притирку промытых бензином или уайт-спиритом плиток производят в обратном порядке: берут сначала плитку наибольшего размера, затем следующую по длине и, наконец, самую малую меру. По концам собранного блока притирают защитные боковые меры, учитывая их размер в блоке. Для формирования блоков и надежной фиксации используются наборы принадлежностей. В СССР выпускались три вида наборов:
- набор стяжек (тип ПК-0), для блоков состоящих из мер более 100 мм и имеющих отверстия в боковых гранях.
- полный (тип ПК-1), для измерений наружных и внутренних размеров до 320 мм;
- малый (тип ПК-2), для измерений наружных и внутренних размеров до 160 мм;
- разметочный (тип ПК-3), для разметочных работ вместе с полным или малым измерительным набором.

На мерах размером более 100 мм наносятся две насечки расположенные от измерительных граней на расстоянии 0,211 от номинального размера (для КМД в форме параллелепипеда) и указывают на места для опор. При установке на опорах в отмеченных местах в горизонтальном положении прогиб КМД под действием веса будет минимален и при этом сохраняется параллельность измерительных плоскостей.

### Притирка

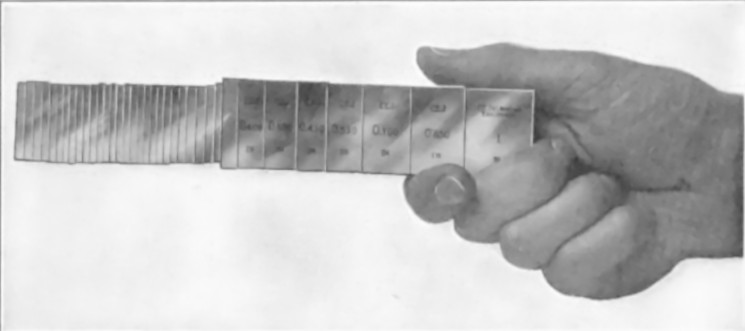
36 плиток удерживается вместе после притирки

Процесс притирки двух плиток

Притиркой при использовании КМД называют эффект прилипания двух плиток с плоскими отполированными гранями. Поверхностное натяжение остатков промывочной жидкости и межмолекулярное взаимодействие материала плиток увеличивает силу сжатия.
Способность плиток КМД к притирке (притираемость) является обязательным требованием. Потеря притираемости означает недопустимый износ поверхностей. Для уменьшения износа плиток при притирке притирание необходимо выполнять так, чтобы пыль и частицы не попали между плитками. Для этого грани плиток совмещают на минимальной площади, а потом сдвигом достигают полного прилегания плоскостей. При сдвиге грани плиток работают скребками, очищая притираемые поверхности.
Нельзя путать притирку КМД с аналогично называемым процессом доводки-притирки поверхностей, который является методом чистовой абразивной обработки.

### Комплектация у некоторых производителей
Стальные концевые меры длины поставляются в специальных футлярах следующими наборами:
- № 1 из 83 шт. (от 1,005 до 100 мм).[2];
- № 2 из 38 шт. (от 1,005 до 100 мм),
- № 3 из 112 шт. (от 1,005 до 100 мм),
- № 4 из 11 шт. (от 2 до 2,01 мм),
- № 5 из 11 шт. (от 1,99 до 2 мм);
- № 6 из 11 шт. (от 1 до 1,01 мм);
- № 7 из 11 шт. (от 0,99 до 1 мм);
- № 8 из 10 шт. (от 125 до 500 мм);
- № 9 из 12 шт. (от 100 до 1000 мм);
- № 10 из 20 шт. (от 0,1 до 0,29 мм);
- № 11 из 43 шт. (от 0,3 до 0,9 мм);
- № 12 из 74 шт. (от 1,005 до 5 мм);
- № 13 из 11 шт. (5 мм; от 10 до 100 мм);
- № 14 из 38 шт. (от 10,5 до 25 мм, от 30 до 100 мм);
- № 15 из 29 шт. (1,005 ; от 1 до 1,1, от 1,2 до 2, от 3 до 10 мм);
- № 16 из 19 шт. (от 0,991 до 1,009 мм);
- № 17 из 19 шт. (от 1,991 до 2,009 мм);
- № 18 из 2 шт. (защитные меры);
- № 19 из 2 шт. (защитные меры);
- специальные наборы: № 20, № 21, № 22, № 23, № 24, № 25, № 26, № 27, № 28, № 29, № 30, № 31, № 32, № 33, № 34, № 35, № 36, № 37.

## Аналогичные меры

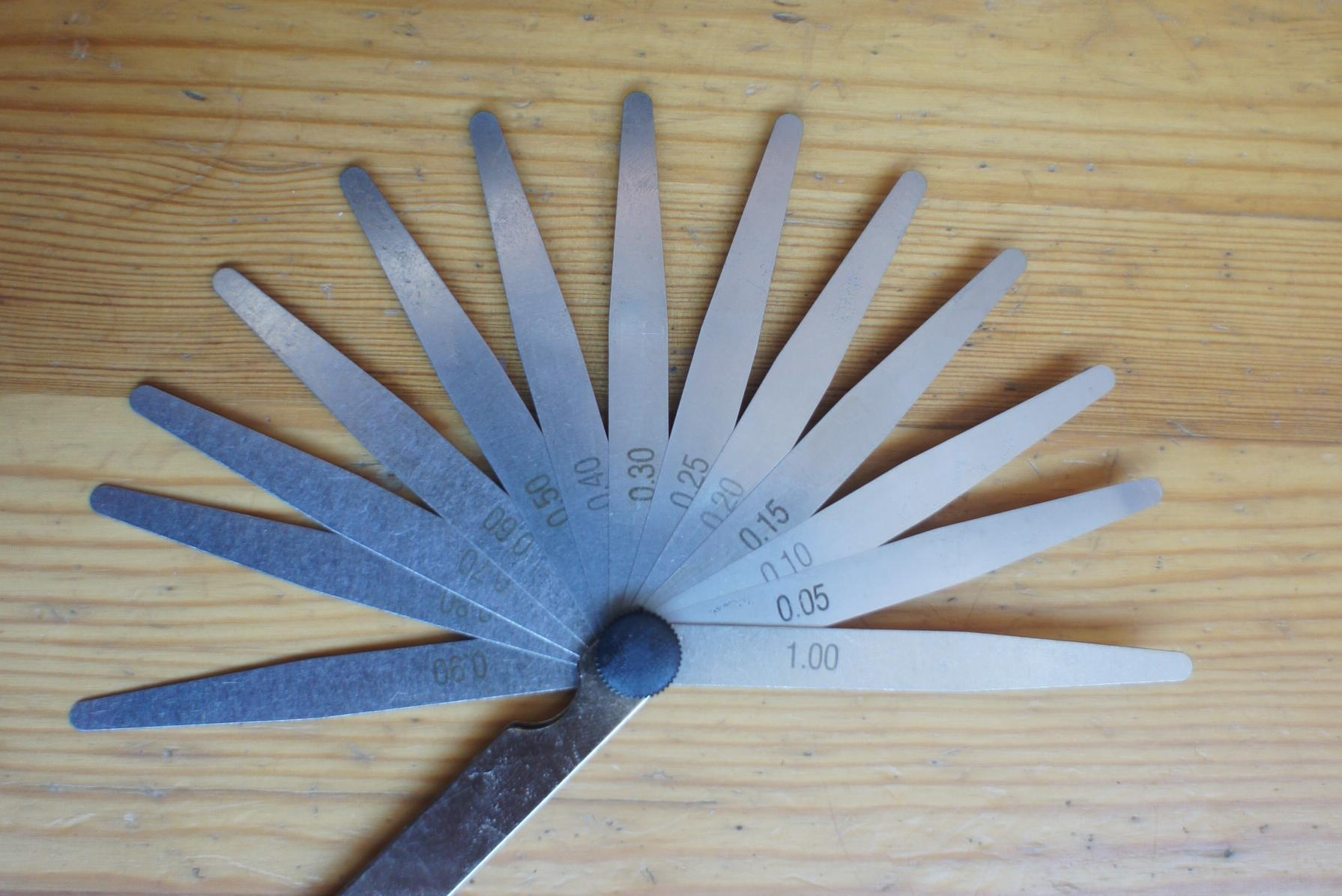
Веерный набор щупов для измерения зазоров

Помимо образцовых наборных мер длины выпускается множество разновидностей вторичных мер. Наиболее известны:
- Всевозможные линейки, штангенциркули, микрометры и т. п.
- Калиберные пробки и кольца, (гладкие, резьбовые, конусные и т. п.). Предназначены для контроля предельных размеров отверстий и валов.
- Всевозможные плоские щупы для измерения зазоров[3].
- Калиброванные шары для измерения внутренних конусов.

### Угловые призматические меры
Образцовые меры угла, построенные по аналогичному с КМД принципу: требуемый образцовый угол набирается притиркой из набора призм с нормированным углом между рабочими гранями. В России действует ГОСТ 2875-88 «Меры плоского угла призматические. Общие технические условия», нормирующий классы точности и составы наборов угловых мер.

### Пластины стеклянные плоскопараллельные и интерференционные

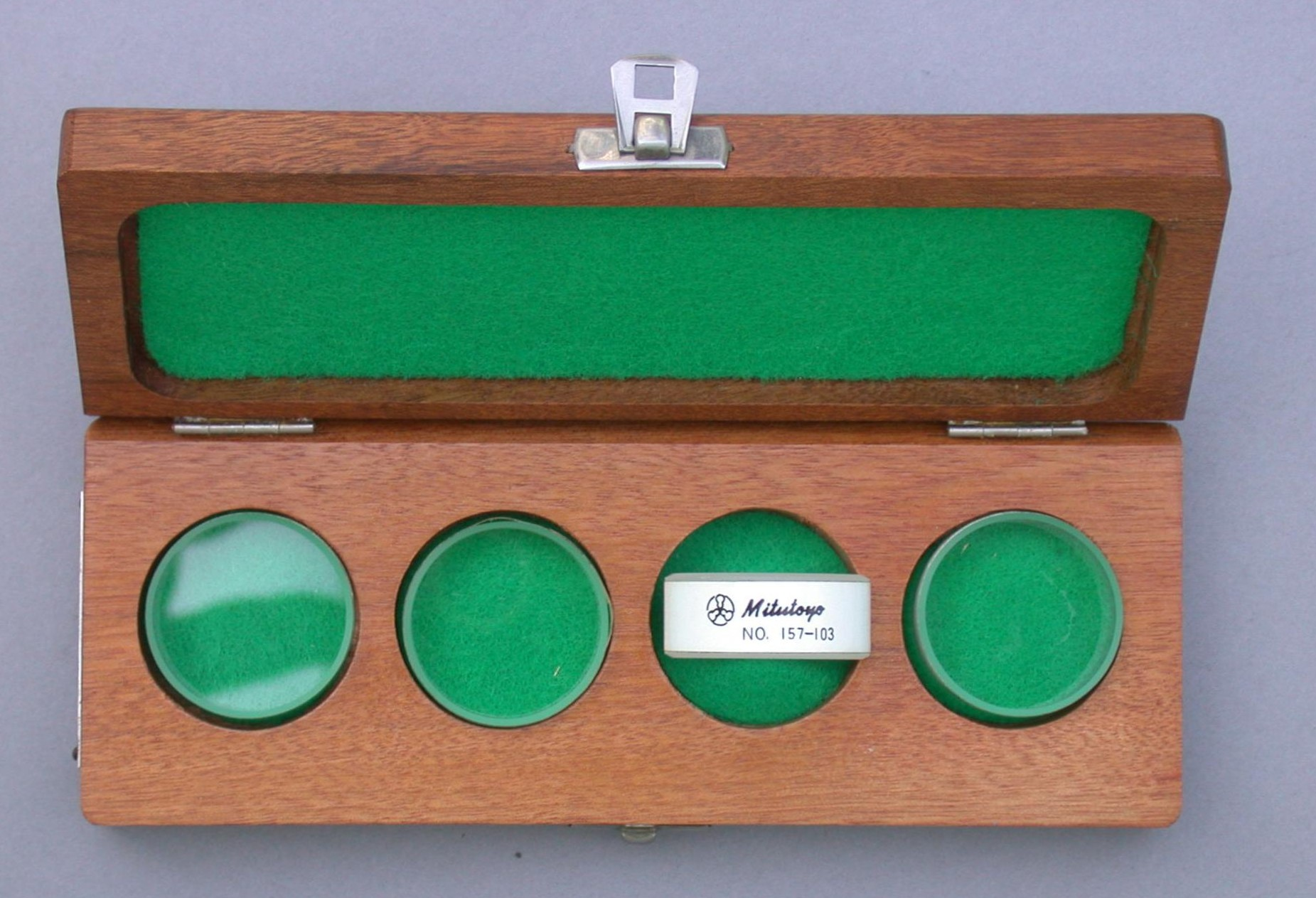
Пластины стеклянные плоскопараллельные

Пластины стеклянные плоскопараллельные и интерференционные предназначены для проверки притираемости и плоскостности полированных поверхностей интерференционным методом, взаимной параллельности измерительных поверхностей микрометров и другого оборудования, а также измерений длины сравнением с концевыми мерами интерференционным методом. Представляют собой стеклянные призмы с полированными рабочими гранями. В СССР нормировались стандартами ГОСТ 1121 «Пластины плоскопараллельные стеклянные. Наборы. Технические условия» и ГОСТ 2923 «Пластины плоские стеклянные для интерференционных измерений ПИ60, ПИ80, ПИ100, ПИ120».
Для интерференционных измерений наборы снабжались источниками монохроматического света.